# Takashi Kanai
Takashi Kanai (japanisch 金井 貢史 Kanai Takashi; * 5. Februar 1990 in Yokohama, Präfektur Kanagawa) ist ein japanischer Fußballspieler.

## Karriere
Kanai erlernte das Fußballspielen in der Jugendmannschaft der Yokohama F. Marinos. Hier unterschrieb er 2008 auch seinen ersten Profivertrag. Der Verein spielte in der ersten japanischen Liga, der J1 League. Für den Verein absolvierte er 59 Erstligaspiele. 2013 wechselte er auf Leihbasis zum Ligakonkurrenten Sagan Tosu nach Tosu. Für den Verein absolvierte er 22 Erstligaspiele. 2015 wechselte er zum Zweitligisten JEF United Chiba. Für den JEF United stand er 35-mal in der zweiten Liga auf dem Spielfeld. 2016 kehrte er zu Marinos zurück. 2017 erreichte er mit den Marinos das Finale des Kaiserpokals. 2018 stand er mit dem Verein im Endspiel des J.League Cup. Für die Marinos absolvierte er 44 Erstligaspiele. Im Juli 2018 wechselte er nach Nagoya zum Ligakonkurrenten Nagoya Grampus. Für den Verein absolvierte er 18 Erstligaspiele. Im August 2019 wechselte er bis Saisonende auf Leihbasis zu Sagan Tosu. Für Tosu absolvierte er zehn Erstligaspiele. Nach Vertragsende in Nagoya wechselte er 2020 für eine Saison zum Erstligisten Shimizu S-Pulse. Für den Verein ausShimizu (Shizuoka)Shimizu stand er 14-mal in der ersten Liga auf dem Spielfeld. Im Januar 2021 nahm ihn der Zweitligist Ventforet Kofu unter Vertrag. Für den Verein aus Kōfu absolvierte er sieben Zweitligaspiele. Ende Juli 2021 wechselte er ablösefrei zum Ligakonkurrenten FC Ryūkyū. Am Ende der Saison 2022 belegte Ryūkyū den vorletzten Tabellenplatz und musste in die dritte Liga absteigen. Nach dem Abstieg verließ er den Verein und unterschrieb zu Beginn der Saison 2023 einen Vertrag beim Drittligisten Kamatamare Sanuki.

## Erfolge
Yokohama F. Marinos
- Japanischer Ligapokalfinalist: 2018
- Japanischer Pokalfinalist: 2017